# Galium palustre
Gaillet des marais, Gaillet palustre
Espèce
Classification phylogénétique
Statut de conservation UICN

 LC  : Préoccupation mineure
Galium palustre, espèce connue en français sous les noms de Gaillet des marais ou Gaillet palustre (Canada) est une  plante herbacée vivace de la famille des Rubiaceae.

## Description

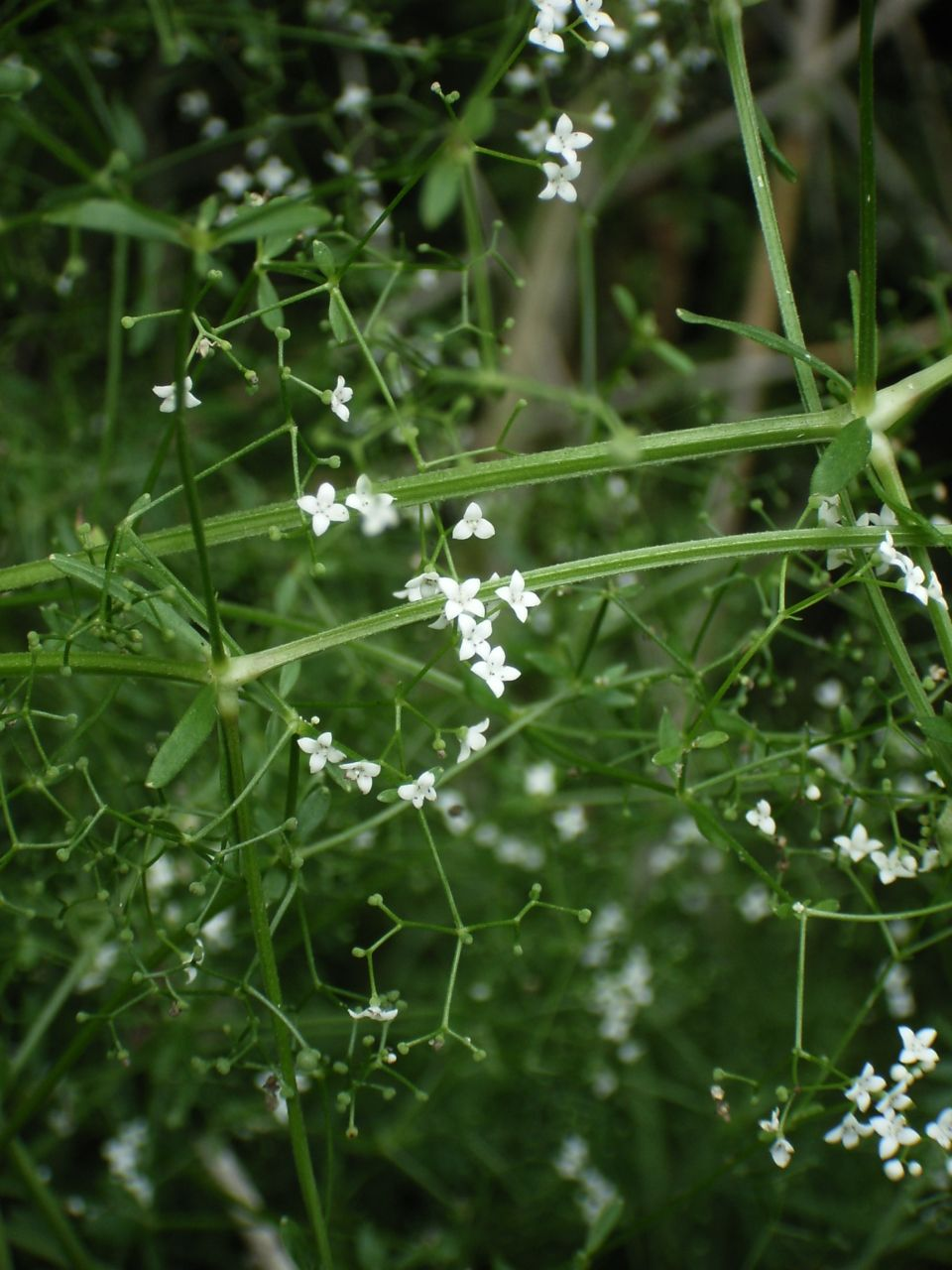
Fleurs

Le Gaillet des marais se distingue des autres espèces de gaillets par des feuilles assez étroites et une inflorescence très ramifiée, donc très étendue. Il pousse dans les endroits humides.

## Caractéristiques
- Organes reproducteurs
  - Couleur dominante des fleurs : blanc
  - Période de floraison : juin-septembre
  - Inflorescence : cyme d'ombelles
  - Sexualité : hermaphrodite
  - Pollinisation : entomogame
- Graines
  - Fruit : capsule
  - Dissémination : hydrochore
- Habitat et répartition
  - Habitat type : cressonnières flottantes holarctiques
  - Aire de répartition : holarctique

Données d'après : Julve, Ph., 1998 ff. - Baseflor. Index botanique, écologique et chorologique de la flore de France. Version : 23 avril 2004.